# Trupanea decora
Trupanea decora är en tvåvingeart som först beskrevs av Friedrich Hermann Loew 1861.  Trupanea decora ingår i släktet Trupanea och familjen borrflugor. Inga underarter finns listade i Catalogue of Life.